# Волф Фридрих фон Геминген
Волф Фридрих фон Геминген (на немски: Wolf Friedrich von Gemmingen; * 18 юни 1644; † 17 май 1690 в Бонфелд, част от Бад Рапенау) е благородник от стария алемански рицарски род Геминген в Крайхгау в Баден-Вюртемберг, 2. клон Бонфелд-Гутенберг, господар на Бонфелд (част от Бад Рапенау) и Гутенберг (днес в Хасмерсхайм).
Той е син на Волф Дитер фон Геминген (1595 – 1645) и втората му съпруга Катарина Елизабета фон Грумбах (* 1613), дъщеря на Карл Кристоф фон Грумбах-Глайзенберг и Анна Маргарета Трушсес фон Померсфелден. Внук е на Волф Дитрих фон Геминген (1550 – 1595) и фрайин Мария фон Геминген-Бюрг (1552 – 1609). Майка му Катарина Елизабета фон Грумбах се омъжва втори път на 2 септември 1649 г. за Йохан Лудвиг фон Морщайн.
През Войната за Пфалцкото наследство французите отвличат Волф Фридрих фон Геминген през 1689 г. Син му Фридрих Кристоф се предлага да смени баща си като заложник и остава във френски плен, докато е платена исканата сума контрибуция.

## Фамилия
Волф Фридрих фон Геминген се жени на 7 юли 1667 г. за Ева Мария Гьолер фон Равенсбург (* 16 май 1639; † 22 декември 1691), дъщеря на Йохан Бернхард I Гьолер фон Равенсбург (1608 – 1652) и София Анна Емилия фон Варнщет (* 1606). Те имат един син:
- Фридрих Кристоф фон Геминген (* 14 юни 1670, Гутенберг; † 14 октомври 1702, в битка близо до Хюнинген), женен на 17 декември 1692 г. в Некарцимерн за Бенедикта Хелена фон Геминген (* 10 май 1674, Хорнберг; † 9 януари 1746, Гутенберг), дъщеря на Райнхард фон Геминген (1645 – 1707) и фрайин Мария Елизабета фон Найперг (1652 – 1722). Те имат пет деца.